# シャー・ルフ (アフシャール朝)
シャー・ルフ（ペルシア語: شاهرخ‌ Shahrokh シャーロフ、シャー・ルフ・ミルーザーとも、1734年 - 1796年）は、アフシャール朝の第4代・第6代で最後のシャー（在位：1748年10月1日 - 1750年1月14日、1750年3月9日 - 1796年）。

## 生涯

### 即位と復位
父は初代君主のナーディル・シャーの息子のレザー・クリー・ベグ。生母はサファヴィー朝の第9代君主であるスルターン・フサインの娘である。祖父が1747年に暗殺されると、義理の甥であるアーディル・シャーによってレザー・クリーをはじめナーシルッラー・ミールザーやイマーム・クリーら直系男子の大半は処刑されたが、彼は若年でサファヴィー朝の皇女を生母とする理由から助命された。

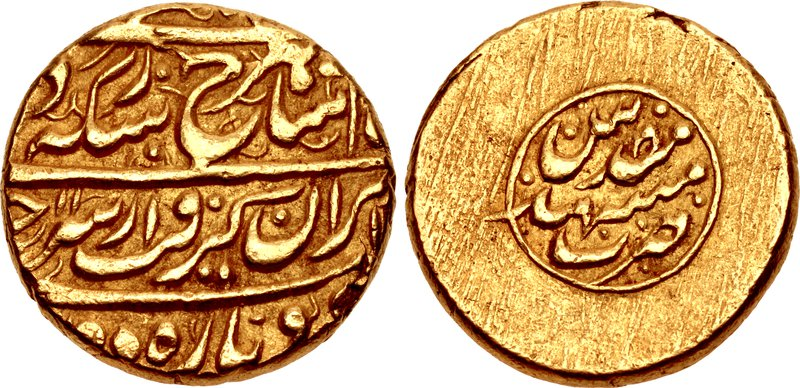
シャー・ルフ時代の貨幣

だが1748年にアーディル・シャーとその跡を継いだ弟イブラーヒームが相次いで廃されたため、サファヴィー朝の血統である彼が、クルド系やトルコ系、キジルバーシュの有力者の支持を受けてホラーサーンで即位した。しかし1750年にカージャール族の有力者らに背かれて廃された。このときシャー・ルフは盲目にされている。だが、すぐに祖父の旧臣らの支持を受けて復位した。なお、二度目の政変の際に逃げ出した有力者たちは、アフマド・シャー・ドゥッラーニーのもとへ逃げ込み、アフマド・シャーに対してホラーサーン進撃を提言している。

### 拷問と最期
その後、シャー・ルフは有力者の傀儡として利用された。1796年にはカージャール朝のアーガー・モハンマド・シャーにマシュハドを占領されてアフシャール朝は滅亡した。
結局、シャー・ルフはこのときの拷問が原因で死亡したという。63歳没。

## 宗室

### 父母
- 父 レザー・クリー・ベク（初代君主のナーディル・シャーの息子。父に盲目にされた）
- 母 ファーティマ・スルターン・ベーグム（サファヴィー朝のスルターン・フサインの娘）

### 子
1. ナディール・ミールザー（英語版）（-1803年 ファトフ・アリー・シャーによって盲目、舌切に処されたうえ処刑）
2. アッバース・ミールザー
3. ナーシルッラー・ミールザー
4. イマーム・クリー・ミールザー